# So Crazy / Come
Singles de Namie Amuro
Put 'Em Up
(2003) Alarm
(2004)
So Crazy / Come est le 23e single régulier de Namie Amuro sorti sur le label Avex Trax, ou le 25e sous son seul nom en comptant ceux sortis sur le label Toshiba-EMI. 
Il sort le 16 octobre 2003 au Japon, et atteint la 8e place du classement de l'Oricon. Il reste classé pendant 12 semaines, pour un total de 48 969 ventes. Il demeure depuis son single en solo le moins vendu après le précédent, Put 'Em Up.
C'est un single « double face A ».
La chanson So Crazy a été écrite et produite par le groupe américain Full Force, et sert de thème musical à une campagne publicitaire pour la marque Mandom Lucido-L. 
La chanson Come est une reprise de Come My Way de Sophie Monk, et sert de thème de fin à la série anime Inu-Yasha à partir de l'épisode 128, pendant 18 épisodes. 
Elles figureront sur l'album Style.

## Liste des titres
| 1. | So Crazy                | 4:36 |
| 2. | Come                    | 4:38 |
| 3. | So Crazy (Instrumental) | 4:36 |
| 4. | Come (Instrumental)     | 4:38 |

Auteurs
- So Crazy : Full Force, Jennifer « JJ » Johnson, Michico, Tiger
- Come: Kask, Mansson, Cunnah, Yuriko Mori